# Волчек Олексій Володимирович
Олексій Володимирович Волчек (народився 4 вересня 1980 у м. Мінську, СРСР) — білоруський хокеїст, нападник.
Вихованець хокейної школи «Юність» (Мінськ). Виступав за «Юність» (Мінськ), ХК «Вітебськ», «Керамін» (Мінськ), ХК «Брест», «Металург» (Жлобин), «Шинник» (Бобруйськ), ХК «Вітебськ».
У складі молодіжної збірної Білорусі учасник чемпіонату світу 2000 (група B).
Брат: Павло Волчек.